# Bacidia salazarensis
Bacidia salazarensis är en lavart som beskrevs av B. de Lesd. Bacidia salazarensis ingår i släktet Bacidia och familjen Ramalinaceae.   Inga underarter finns listade i Catalogue of Life.